# Julius Adler (Rechtsanwalt)

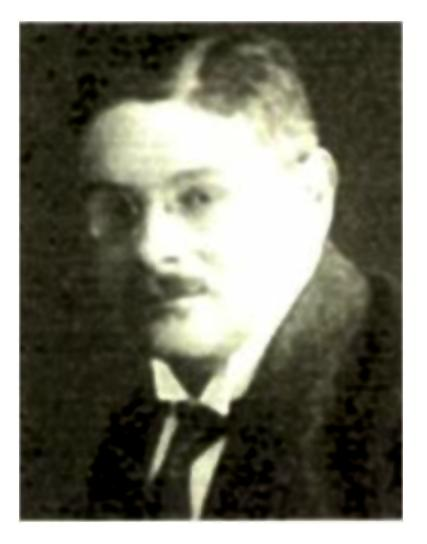
Julius Adler (1930)

Julius Adler (* 29. September 1882 in Würzburg; † 1. Juli 1934 im KZ Dachau) war ein deutscher Rechtsanwalt und Opfer des Röhm-Putsches.

## Leben und Wirken

### Leben vor 1933
Adler war das vierte Kind des jüdischen Getreidehändlers Salomon Adler aus Würzburg und seiner Ehefrau Jeanette, geborene Oberndorfer. Nach dem Schulbesuch studierte er Rechtswissenschaften an den Universitäten Würzburg, München und Berlin. 1909 promovierte er zum Dr. jur. 1910 wurde er beim Landgericht Augsburg und 1911 beim Landgericht Würzburg als Anwalt zugelassen.
Von 1915 bis 1918 nahm Adler am Ersten Weltkrieg teil. Einige Quellen geben an, er sei Vizewachtmeister gewesen, andere sprechen von der Verwendung in einer Luftabwehrbatterie. Nach dem Krieg kehrte Adler in seinen alten Beruf als Rechtsanwalt zurück. 

### Verhaftung und Ermordung
Am 11. Juni 1934 wurde Adler wegen der angeblichen Nichtbefolgung bau- und feuerpolizeilicher Auflagen in Schutzhaft genommen. Tatsächlicher Grund der Verhaftung war wahrscheinlich, dass Adler seinen Vetter Willy Adler, der sich der Übernahme seines Betriebs, einer Malzfabrik, widersetzte, als Rechtsanwalt vertrat. Daneben dürfte er wegen seiner jüdischen Abstammung grundsätzlich unliebsam gewesen sein. Im Schutzhaftbefehl der Polizeidirektion Würzburg vom 13. Juni 1934 hieß es:
„Adler kommt den ihm seit Dezember 1933 vom Stadtrat Würzburg gemachten bau- und feuerpolizeilichen Auflagen nicht nach, er ist außerdem Masochist und verstand es schon seit Jahren, zwei elternlose Frauenpersonen unter Ausnützung ihrer Notlage sich geschlechtshörig und seiner anomalen geschlechtlichen Veranlagung gefügig zu machen. Der NSBO machte er in einer Denkschrift den Vorwurf verbrecherischer Handlungen in der seinem Vetter Willi Adler gehörigen Mohr’schen Malzfabrik in Würzburg. Er steht ferner im dringenden Verdacht, diesem Vetter, der durch falsche Bilanzierung seinen Gläubigern 2-3 Millionen Mark Kredite herausschwindelte, zur Flucht verholfen zu haben. Sein Verhalten ist nicht nur ganz im staatsabträglichen Sinne gelegen, sondern bedeutet eine fortgesetzte Gefahr für die öffentliche Ordnung und Sicherheit. Adler ist aber schon aus Gründen seiner persönlichen Sicherheit in Verwahrung zu nehmen, da bereits in weiten Volkskreisen eine stark Missstimmung gegen ihn besteht, die im Falle seiner Belassung auf freiem Fusse das Schlimmste befürchten lässt. Schutzhaft war daher anzuordnen.“
Am 20. Juni 1934 wurde Adler von Würzburg ins KZ Dachau überführt. Dort wurde er in der Nacht vom 30. Juni zum 1. Juli im Zuge der Röhm-Affäre von Angehörigen der SS-Lagerwache zusammen mit vier weiteren Schutzhäftlingen (Erich Gans, Walter Häbich, Adam Hereth und Paul Röhrbein) erschossen. Offiziell wurde die Erschießung damit begründet, dass die Schutzhäftlinge sich mit den angeblich an diesem Tag putschenden SA-Führern „solidarisch erklärt“ hätten. Wahrscheinlicher ist jedoch, dass die Lagerleitung um KZ-Kommandant Theodor Eicke die günstige Gelegenheit der politischen Säuberungswelle ausnutzte, um einige besonders unliebsame Häftlinge im „Windschatten“ der Aktion zu beseitigen.
Adlers Angehörige wurden erst im Oktober 1934 von seinem Tod unterrichtet. Als das Reichsministerium des Innern aufgrund einer Petition der Reichsvertretung der Deutschen Juden vom 22. November 1934, in der unter anderem die Todesfälle Adler und Gans hinterfragt wurden, bei der Bayerischen Politischen Polizei die Gründe für die Erschießung der beiden erfragte, wurden die Exekutionen vom Politischen Polizeikommandeur Bayerns in einem Brief vom 7. Mai 1935 damit begründet, dass Adler und Erich Gans am 30. Juni versucht hätten, „eine Revolte anzuzetteln“, und deswegen „standrechtlich erschossen“ worden seien.

## Schriften
- Einwirkung der Wechselbegebung auf das Kausale Schuldverhältnis, 1909. (Dissertation)

## Archivalien
- Bayerisches Hauptstaatsarchiv: MJu 20263 (Personalakte als Rechtsanwalt beim Bayerischen Justizministerium)[4]
- Staatsarchiv Würzburg: Gestapo 2.